# 肖高地 (科羅拉多州)
肖高地（英語：Shaw Heights）是位於美國科羅拉多州亞當斯縣的一個人口普查指定地區。

## 地理
肖高地的座標為39°51′09″N 105°02′35″W / 39.85250°N 105.04306°W，而該地最高點為海拔高度1661米（即5449英尺）。

## 人口
根據2010年美國人口普查的數據，肖高地的面積為13.9平方千米，當中陸地面積為13.5平方千米，而水域面積為0.4平方千米。當地共有人口5116人，而人口密度為每平方千米368人。